# Vamos a bailar (programma televisivo)
Vamos a bailar è stato un programma della RAI, andato in onda su RAI 1 il martedì, a partire dal 6 luglio 1993 per 8 puntate.
Il programma, nato da un'idea di Adolfo Lippi che l'ha anche diretto, era di Leonardo Pieraccioni, Ermanno Ribaudo e Francesco Scimemi, presentato da Brigitta Boccoli e Leonardo Pieraccioni e Francesco Scimemi.
Ogni puntata di era dedicata ad un ballo ma anche allo spirito e alla cultura del paese nel quale ha avuto origine, dall'Argentina al Brasile, dai Caraibi a Cuba. Si cominciò con il mambo, seguito da samba, merengue, cha-cha-cha, calypso, tango, salsa e bossanova.
Nel corso del programma i conduttori raccontavano, attraverso reportage, scenette, monologhi e, soprattutto con l'aiuto di un'orchestra e di otto ballerini, tutto ciò che riguarda il ballo protagonista delle puntate. Era prevista inoltre la partecipazione di famiglie di origine italiana, emigrate in Sudamerica, che si cimentavano in vari giochi ed indovinelli, a testimonianza del loro ricordo dell'Italia.
Per mostrare le bellezze del Cile, Francesco Scimemi per ogni puntata andava in un luogo diverso, dalle Ande a Valparaiso, da Vina del Mar alle sponde dell’oceano all’interno di una finta telenovela dal titolo “Dalle Madonia alle Ande”, dove cercava la sua mamma partita per il Cile tanti anni prima, e mai più tornata. La ricerca avveniva mostrando agli abitanti dei posti che visitava una foto di Jim Morrison con il rossetto, dicendo che era sua mamma.